# Amt Stralendorf
Amt Stralendorf – niemiecki związek gmin leżący w kraju związkowym Meklemburgia-Pomorze Przednie, powiecie Ludwigslust-Parchim. Siedziba związku znajduje się w miejscowości Stralendorf.
W skład związku wchodzi dziewięć gmin:
1. Dümmer
2. Holthusen
3. Klein Rogahn
4. Pampow
5. Schossin
6. Stralendorf
7. Warsow
8. Wittenförden
9. Zülow